# Razorback2
Razorback2 - były dwoma serwerami sieci eDonkey, które zasłynęły z możliwości obsługi miliona równocześnie podłączonych do nich użytkowników, co znaczy, że ich maksymalna pojemność wynosiła 1,3 miliona użytkowników i indeksowały ok. 170 milionów plików.

## Wykorzystanie serwerów
- Wykorzystywanie przez Jamendo, francuską stronę internetową muzyki na licencjach Creative Commons
- Wykorzystywanie przez Ratiatum.com, stronę internetową dotyczącą rozwoju p2p dla legalnej wymiany programami typu Free software lub podobnymi
- Wykorzystywanie przez projekt Folding@home

## Zablokowanie i przejęcie przez policję
21 lutego 2006 serwery znajdujące się w belgijskim centrum przetwarzania danych zostały zablokowane i przejęte przez belgijską policję, a ich operator mieszkający w Szwajcarii został aresztowany. Stało się to po wydaniu zezwolenia na konfiskatę mienia centrum przetwarzania danych w Zaventem koło Brukseli przez lokalny sąd, po licznych skargach ze strony MPAA.
W przeszłości główny administrator serwera deklarował chęć stworzenia czarnej listy z zawartością serwera chronioną prawami autorskimi, która byłaby rozszerzana po skargach ich posiadaczy, jednak nikt nie zainteresował się tą propozycją.